# Жести в процесі освоєння мови
Жести в процесі освоєння мови є формою невербальної комунікації, що включає рухи рук, плечей та/або інших частин тіла. Діти можуть використовувати жести для спілкування ще до того, як у них з'являється можливість використовувати вимовлені слова та фрази. Таким чином жести можуть готувати дітей до вивчення усного мовлення, створюючи міст між до-мовленнєвим спілкуванням і мовленням.   Також було доведено, що початок жестикуляції прогнозує та сприяє засвоєнню розмовної мови дітьми.   Щойно діти починають використовувати вимовлені слова, їхні жести можуть бути використані в поєднанні з цими словами для формування фраз і, врешті-решт, для вираження думок і доповнення озвучених ідей.
Жести не лише доповнюють розвиток мовлення, але й покращують здатність дитини спілкуватися.Жести дозволяють дитині передати повідомлення або думку, яку вони не могли б легко виразити за допомогою їх обмеженого словникового запасу. Жестикуляцію дітей класифікуються за різними категоріями, що виникають на різних етапах розвитку. До категорій дитячої жестикуляції відносяться дейктичні та репрезентативні  (зображувальні) жести. 

## Знаки проти жестів
Жести відрізняються від ручних знаків тим, що вони не входять до повноцінної мовної системи.  Наприклад, вказівка за допомогою витягнутої частини тіла, особливо вказівного пальця, щоб вказати на інтерес до об'єкта, - це широко використовуваний жест, який розуміється багатьма культурами. . З іншого боку, ручні знаки є умовними(конвенціоналізованими) — це жести, які стали лексичним елементом мови. Хорошим прикладом ручної жестикуляції є американська жестова мова (ASL) – коли люди спілкуються за допомогою ASL, їхні знаки мають значення, еквівалентні словам (наприклад, двоє людей, які спілкуються за допомогою ASL,розуміють, що утворення кулака правою рукою і обертання цього кулака за годинниковою стрілкою на грудях несе в собі лексичне значення слова  «вибачте»). 

## Дейктичні жести
Як правило, перші жести, які діти демонструють у віці від 10 до 12 місяців, є дейктичними. Ці жести також відомі як вказування куди діти простягають вказівний палець, хоча також можна використовувати будь-яку іншу частину тіла, щоб виділити об’єкт інтересу.  Дейктичні жести зустрічаються в різних культурах і вказують на те, що немовлята знають, на що звертають увагу інші люди. Довербальні діти використовують вказівку з багатьох різних причин, наприклад, щоб відповідати на запитання або відповідати на них та/або ділитися своїми інтересами та знаннями з іншими. 